# Zaischnopsis biharensis
Zaischnopsis biharensis är en stekelart som först beskrevs av T.C. Narendran 2004.  Zaischnopsis biharensis ingår i släktet Zaischnopsis och familjen hoppglanssteklar. Inga underarter finns listade i Catalogue of Life.